# Hove (Tromøy)

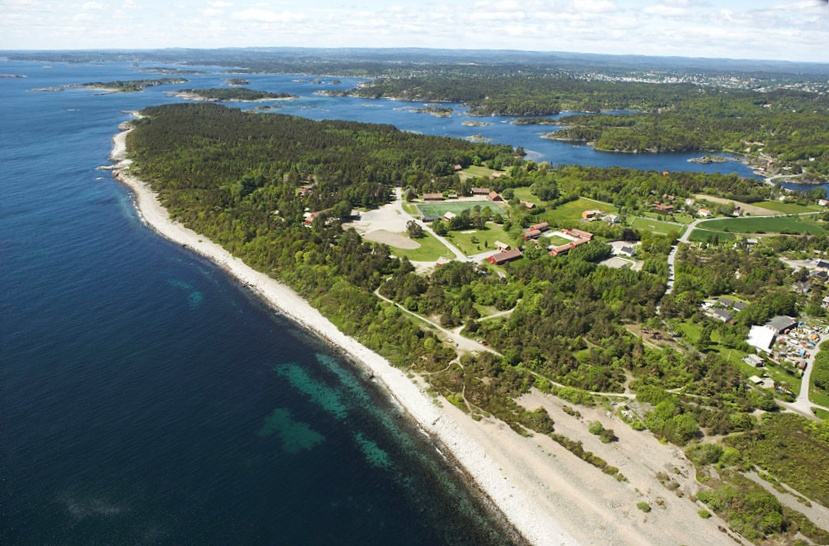
Landzunge Hove (2007)

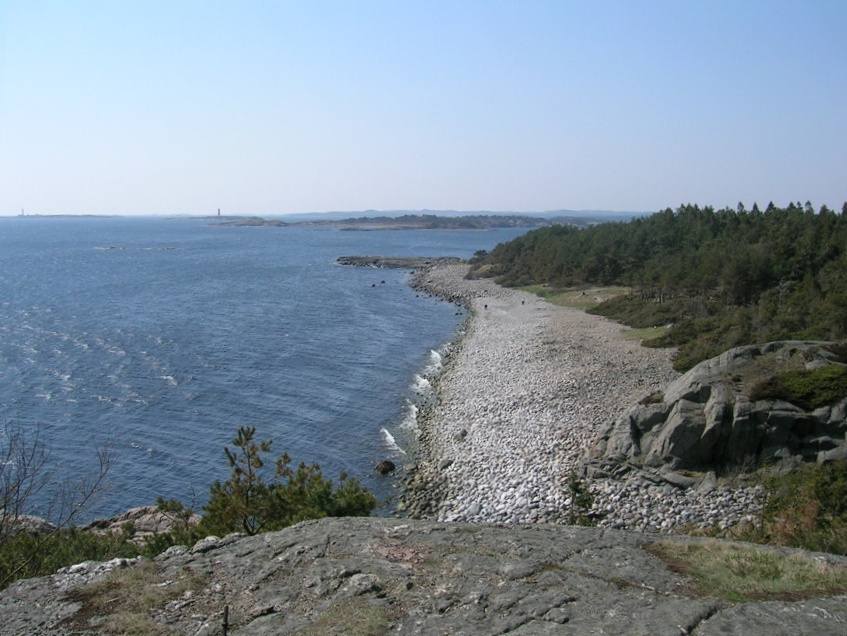
Südwestseite von Hove zum Skagerrak, Moränenlandschaft mit den Inseln Gjesøya und Merdø im Hintergrund (2006), Foto: KEN.

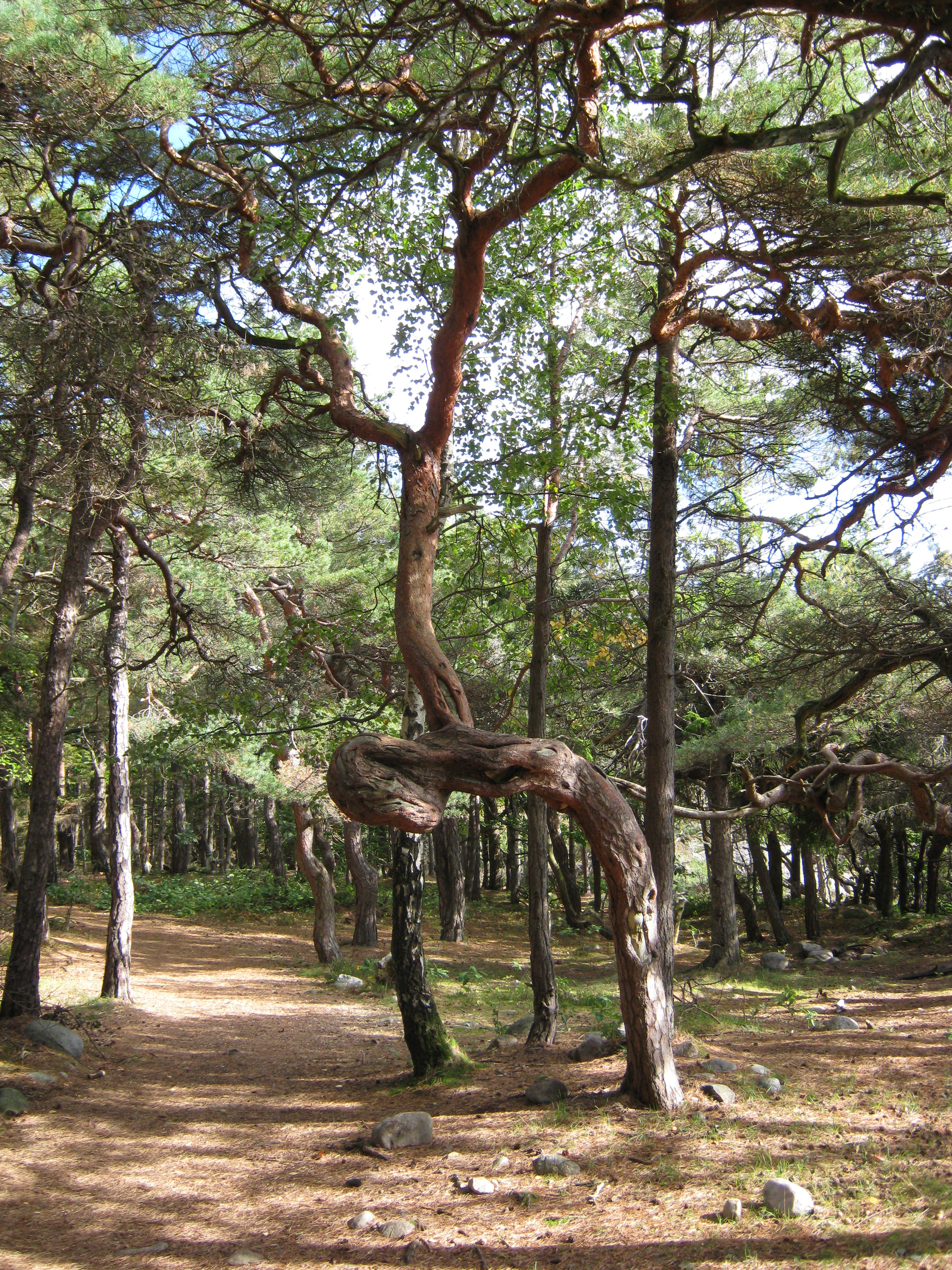
Geschützter Kiefernwald (2010), Foto: KEN.

Hove ist ein Gebiet auf der Insel Tromøy in der Kommune Arendal in Agder.

## Lage
Hove liegt größtenteils im Südwesten von Tromøy. Gegen Südosten öffnet sich das Skagerrak, im Nordwesten liegt Hovekilen, eine lange flache Bucht, im Südwesten befinden sich die Meerengen Øddegab und Østergab, welche die Inseln Gjesøya und Merdø von Tromøy trennen. Im Nordosten von Hove befindet sich Spornes mit seinen besonderen Badestränden, die je nach Wetter entweder aus Sand oder Kies bestehen.
Die Tromøykirche  und der Hof Brekka liegen weiter Richtung Nordosten. Das ganze Gebiet ist von der Moräne geprägt, welche die Grundlage für die natürlichen Sand- und Kiesstrände, sowie die großen Agrarflächen ist. Letztere bieten in ganz Agder den besten Boden für Agrarwirtschaft. Die Landzunge südwestlich von Hove ist Teil der geschützten Moränenlandschaft mit seinem windgepeitschten Kiefernwald. Das Randgebiet zum Hovekilen wird hauptsächlich von Badestränden und dem Campingplatz dominiert. Hier befindet sich auch das Gut Hove. Das Zentrum von Arendal ist circa 10 km entfernt.

## Nutzung
Im Laufe der Zeit diente Hove mehreren Verwendungszwecken.

### Begräbnisstätte

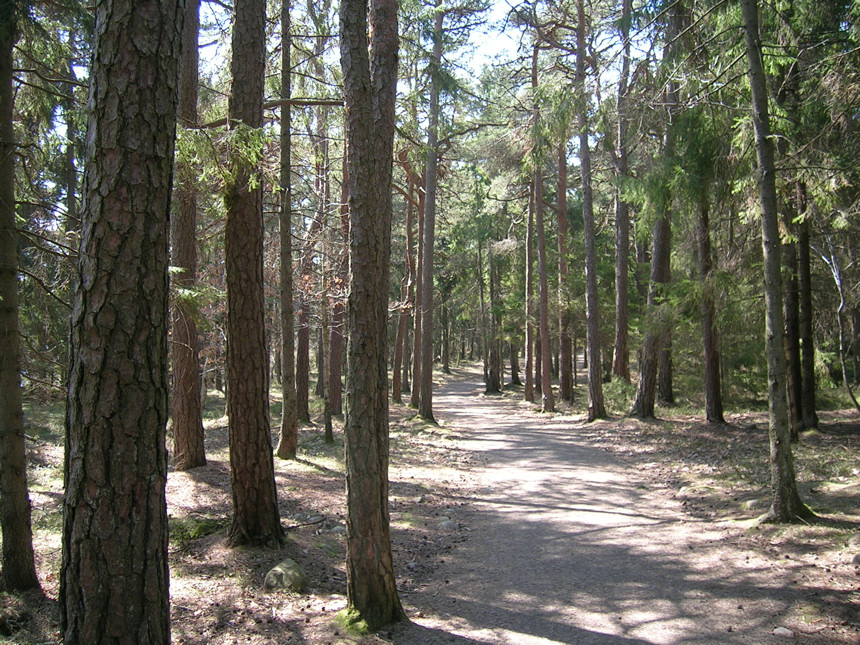
Waldweg durch den Hove-Wald (2005), Foto: KEN.

Auf Hove befinden sich 17 registrierte Grabhügel, die aus dem 9. Jahrhundert des südwest-norwegischen Wikingerreichs, zu dem Hove gehörte, stammen. Der Name deutet auf eine alte heidnische Kultstätte (oder Tempel) hin.

### Landwirtschaft
Hove besitzt selbst entwässernde Böden, weshalb es schon immer ein günstiger Ort für Landwirtschaft war.
Ursprünglich gehörte Hove zum Gut Hove, das der bedeutungsvollste Hof auf Tromøy war. Die erste bekannte Erwähnung des Kartoffelanbaus in Norwegen findet sich im Hoftagebuch des Gutes Hove. Nils Aaholm schrieb hier am 31. Mai 1757, dass die Kartoffeln keimen. Im Jahr 1773 wurden 5.015 Kartoffeln angepflanzt. Im 19. Jahrhundert konnte das Gut in Zusammenarbeit mit anderen Bauernhöfen am Hovekilen eine moderne Landwirtschaft entwickeln. Der Transport der Waren nach Arendal erfolgte über den Seeweg.

### Ausflugsziel, Badestrand und Campingplatz
Auf der nördlichen Seite am Hovekilen befindet sich ein langer, flacher Sandstrand, der im 19. Jahrhundert vor allem bei Familien ein beliebter Badestrand war. In der Sommersaison ist es möglich, Ausflüge mit dem Boot hierher zu unternehmen. Direkt am Badestrand befindet sich ein Campingplatz.

### Zweiter Weltkrieg
Das Lager Hove wurde von der deutschen Besatzungsmacht im Zweiten Weltkrieg angelegt. Auf Hove befanden sich drei Radare, ein Kommunikationsbunker vom Typ Regelbau R618, eine Flakartillerie-Schule (Nord 50) von 1941 bis 1944 mit vermutlich vier 88-mm-Luftabwehrkanonen.

### Hove-Lager

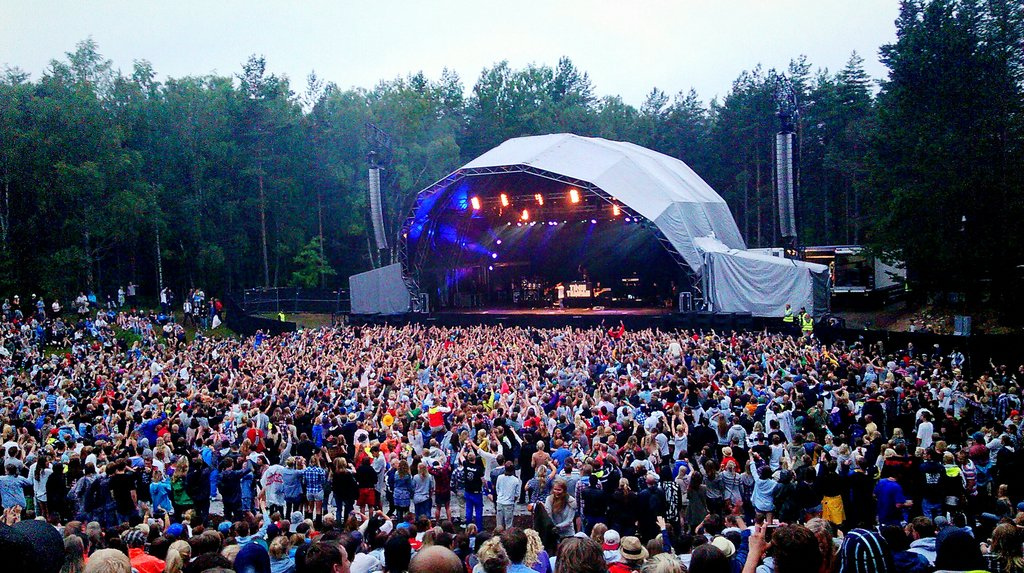
Hovefestival 2011

Nach dem Zweiten Weltkrieg wurde das Lager bis 1962 von der norwegischen Verteidigung genutzt.
Mitte der 1960er Jahre fand dort ein Zeltlager der Berliner Sozialistischen Jugend Deutschlands – Die Falken mit bis zu 2.000 Teilnehmern statt. Die Landwirte der Umgebung mussten für die „wilde Ernte“ ihrer Mohrrüben entschädigt werden. Im Hafen von Arendal spielten unter anderem die Lagerband und die Berliner Band The Lords.
In den 1970er Jahren fanden einige der jährlichen Sommerlager der AKP, der kommunistischen Arbeiterpartei, auf Hove statt. Die Regierung nutzte es viele Jahre bis 2006 als Asylantenheim.
2006 übernahm die Drifts- og Utviklingsselskap das Gebiet. Das ist eine Entwicklungsgesellschaft, die zu 100 % der Arendal Kommune gehört. Sie entwickelte Kultur- und Tourismuskonzepte. Seit 2007 findet auf Hove das Hovefestival statt. Das ist das größte Musikfestival des Jahres.
Die Gegend ist auch ein beliebtes Naherholungsgebiet für Wanderer und Freizeitsportler. Im Jahr 2003 hat sich der Verein „Hoves Venner“ (Hove-Freunde) gegründet. Dieser hilft, das Gebiet zu erhalten.
Große Teile der TV-Serie 71° Nord wurden über mehrere Jahre auf Hove gedreht.